# Komarnička županija
Komarnička županija je bila srednjovjekovna županija na prostoru današnje sjeverozapadne Hrvatske (prostor Podravine i Bilogore).

## Naziv
Naziv županije Komarnica (latinski: Camarcha), je stari regionalni naziv za današnju Podravinu. Zbog toga je na prostoru Komarničke županije postojalo nekoliko sela s imenom Komarnica. Iz jednoga od njih se kasnije razvilo naselje Novigrad Podravski, koji je i predpostavljeno sjedište bivše županije.
Danas kroz Novigrad Podravski prolazi potok sa imenom Komarnica, te na mađarskom naselje nosi ime Kamarcsa.

## Povijest
Na njenom teritoriju je postojala istoimena plemenska župa koja se prostirala od Bedeničkog potoka do Velike te od Česme do područja kojim teće rijeka Drava. Trajala je od 1334. godine do 1934. godine.
Pretpostavlja se da se u novom uređenju župskih jedinica u 12. stoljeću Komarnica raspala na tri manje župe, te su uz maticu – Komarnicu osnovane još Rovišće i Česmica u južnom dijelu starog područja.  Komarnički župani se pouzdano spominju od prve polovice 13. (župan Blagonja, 1242. godine), a sam pojam županije (comitat) Komarnice od početka 14. stoljeća.
Pretpostavljamo da je Komarnička županija obuhvaćala zapadni dio Komarničkog arhiđakonata, dok je njegov istočni dio zauzimala Česmička županija (od Prodavića na istok i jug). Izgleda da su se jedno vrijeme Komarnički arhiđakonat i Komarnička županija obuhvaćali isti teritorij. 
Česmička županija se spominje kroz čitavo 13. i u prvim desetljećima 14. stoljeća, kada je ponovo pripojena Komarničkoj županiji. Oko 1350. godine, reorganizacijom županija, stvara se Križevačka županija koja je, između ostalih, u svoj sastav uključila i bivšu Komarničku županiju. 
Križevačka županija se od sredine 14. stoljeća dijelila na manje kotare koji su se većinom podudarali sa starim županijama. Teritorij bivše Komarničke županije postao istoimeni kotar u sastavu Križevačke županije.